# Camelidae
Camelidae (лат), односно породица Камила и лама, припада роду парнопрстих копитара.

## Таксономија
- Камиле
  - Једногрба камила
  - Двогрба камила
  - Дивља двогрба камила
- Ламе
  - Лама
  - Гванако
- Викуња
  - Алпака
  - Викуња